# 서울천호초등학교
서울천호초등학교(서울千戶初等學校)는 대한민국 서울특별시 강동구 천호동에 소재한 공립 초등학교이며 1944년 9월 20일 개교하였다.

## 학교 연혁
- 1944년 9월 20일 광주군 구서공립국민학교 개교(설립인가 5월 1일)(4교실 준공)
- 1969년 3월 1일 서울천호국민학교로 개칭
- 1969년 3월 8일 성내국민학교 분리(15학급)
- 1974년 6월 1일 길동국민학교 분리(15학급)
- 1977년 3월 1일 강동국민학교 분리(1890명)
- 1980년 9월 1일 명일국민학교 분리(1720명)
- 1981년 3월 1일 천호국민학교 분교장 분리 (이후 고명국민학교) (1115명)
- 1983년 2월 21일 천동국민학교 분리(762명)
- 1985년 3월 1일 90학급(특수 2) 편성
- 1985년 9월 1일 천일국민학교 분리(958명)
- 1996년 3월 1일 서울천호초등학교로 개칭
- 2002년 7월 21일 일본 자매학교 방문(하사와카히사 소학교)
- 2009년 10월 22일 개축 기념식
- 2010년 9월 15일 위클래스 및 영어체험관 개관식
- 2012년 3월 1일 병설유치원 개원
- 2016년 12월 29일 에코스쿨 조성사업 준공

## 참고 자료
- 서울천호초등학교 - 한국교육학술정보원 학교알리미